# José Ramón Sánchez
José Ramón Sánchez (Santander, Cantabria, 4 de octubre de 1936) es un dibujante e ilustrador español.
Es padre del director de cine Daniel Sánchez Arévalo.

## Biografía
Su primera experiencia artística con proyección pública se produce cuando tiene tan solo 19 años, cuando expone sus caricaturas en el Museo Municipal de Pintura de su ciudad natal.
En 1957 se instala en Madrid, trabajando en los Estudios Moro y cuatro años después inicia su actividad como cartelista publicitario. En 1970 comienza a ilustrar libros infantiles y didácticos, como El mausito de Lolo Rico.
En las elecciones generales de 1977 y de 1979 diseña los carteles electorales del PSOE. Además ilustra, para los escolares, la Constitución del 78. Posteriormente hace lo propio con el Estatuto de Autonomía de Cantabria.
En 1979 culmina como animador el proyecto de estrenar en la gran pantalla un largometraje de dibujos animados: El desván de la fantasía.
Entre 1980 y 1984 colabora en el programa infantil de Televisión española Sabadabadá, dirigido por José Antonio Plaza, y prolonga sus apariciones televisivas entre 1984 y 1986, en El kiosko, presentado por Verónica Mengod y dirigido también a los niños.
Durante esa etapa desarrolla también la colección de dibujos La gran aventura del cine, compuesta por 104 cuadros de películas y 20 retratos de actores y actrices y que expone en el Museo Español de Arte Contemporáneo entre 1982 y 1983. Seguirían las colecciones:
- 50 años de cine español (1985).
- Nijinsky y los grandes ballets rusos (1989).
- Don Quijote de la Mancha (1993).
- Monstruos, duendes y seres fantásticos de la mitología cántabra (1994).
- La vuelta al cine en sesión continua (1995).
- La Biblia contada a todas las gentes (1997).
- Moby Dick (2002).
- Cantabria: La epopeya (2008), dos volúmenes sobre las Guerras Cántabras.
- Me enamoré de una máscara (2017), una biografía novelada de Lon Chaney.

Posteriormente lleva a cabo las exposiciones sobre Amores del cine y Moby Dick (2002). Después de los ciclos Alucinaciones y Artistas de los siglos XX y XXI, en marzo de 2007 inauguró en el Museo de Bellas Artes de Santander la exposición Espacio interior 2007, donde se adentraba en el estudio del universo artístico hacia la figura y los secretos del creador. Tiene obra en la colección Sanz-Villar en el Museo El Centro de Arte Faro de Cabo Mayor,de Santander.
En 2014 recibe el Premio Nacional de Ilustración.

## Homenajes y reconocimientos

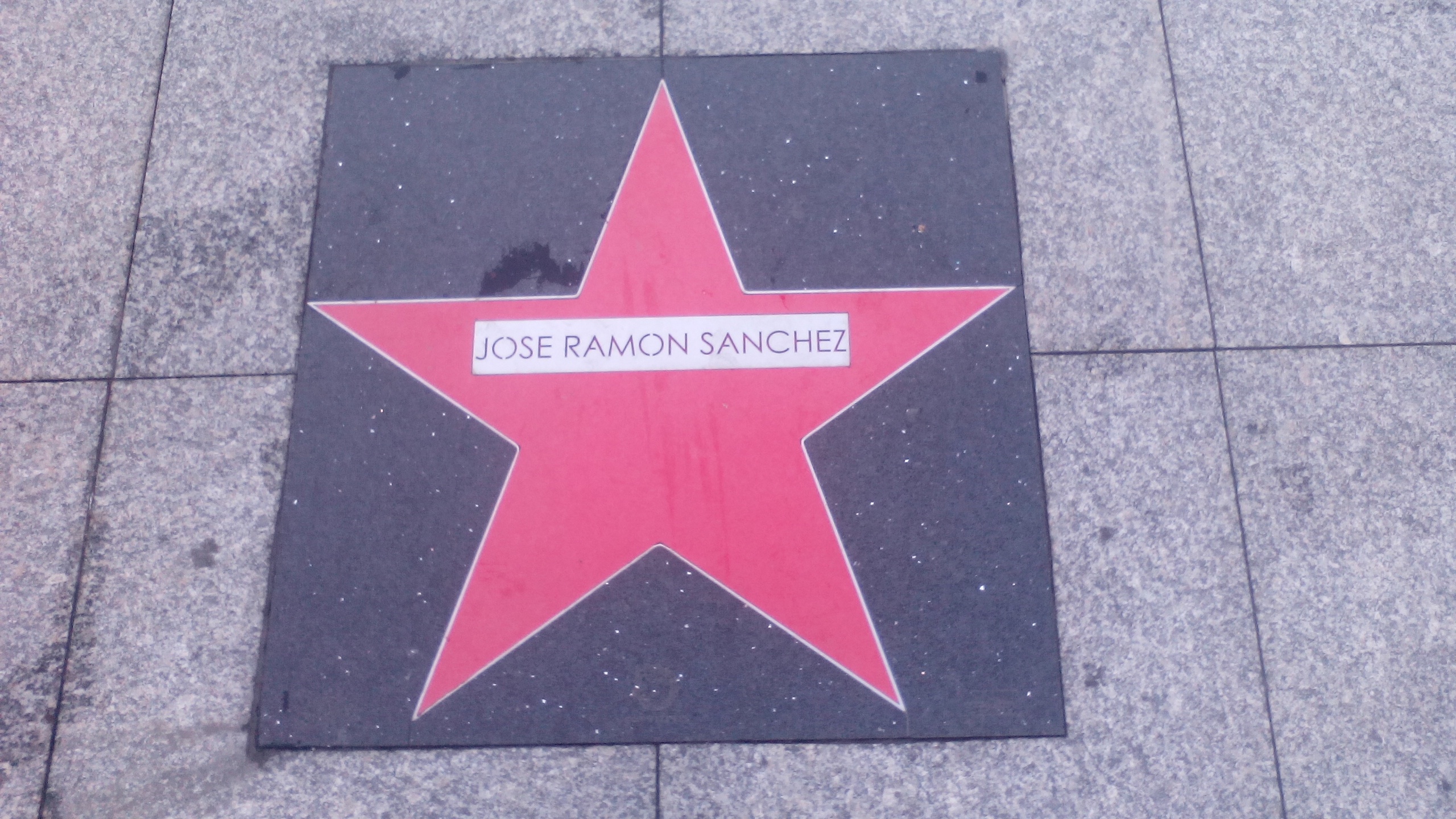
Estrella de José Ramón Sánchez en el paseo de la fama de Tetuán.

En 2014 es galardonado con el Premio Nacional de Ilustración concedido por el Ministerio de Cultura de España. También ha sido galardonado con el Premio Lazarillo.
Un colegio de El Astillero lleva su nombre, y el 20 de julio de 2015 se le concedió una estrella en el paseo de la fama de Tetuán en Santander. En marzo de 2022 su ciudad le reconoció con la Medalla de Plata de Santander. También en 2022 fue galardonado como Cántabro del Año 2021.